# ذراع المسجد (حبيل جبر)

تعديل مصدري - تعديل

ذراع المسجد هي إحدى قرى عزلة حبيل جبر بمديرية حبيل جبر التابعة لمحافظة لحج، بلغ تعداد سكانها 24 نسمة حسب تعداد اليمن لعام 2004.